# La Camisa Negra
"La Camisa Negra" é uma canção gravada pelo cantor colombiano Juanes, lançada em 18 de março de 2005 como o terceiro single de seu terceiro álbum de estúdio, Mi Sangre (2004). A seguir, a canção foi lançada na Europa em 2006 como o primeiro single do álbum. É composta por Juanes e Octavio Mesa com co-produção do primeiro com Gustavo Santaolalla.
A canção obteve êxito comercial em diversos territórios, sobretudo na Europa onde liderou tabelas musicais em inúmeros países, como na Espanha, o qual figurou em um hit de verão em 2005, além disso, tornou-se o primeiro single de Juanes a entrar na tabela estadunidense Billboard Hot 100 e atingiu o topo da Billboard Hot Latin Songs, o qual se estabeleceu em número dois em sua edição anual de 2005. "La Camisa Negra" recebeu críticas mistas da crítica especializada e gerou controvérsia ao ser utilizada para apoiar o neofascismo na Itália, a apropriação indevida para fins políticos foi repudiado por Juanes.

## Sobre a canção
Juanes foi convidado a se apresentar na cerimônia de abertura da copa do mundo na Alemanha, em 2006, com o sucesso La Camisa Negra, também apresentado na gala do Prêmio Nobel da Paz.
Até o início da 2007 Juanes ultrapassou quatro milhões de cópias de seu álbum "Meu Sangue" e "La Camisa Negra" mais de 400.000 exemplares (dos quais cerca de 130.000 foram vendidos na Europa central), na Colômbia, já vendeu mais de 500.000 cópias, se tornando o segundo álbum Mi Sangre pop rock mais vendido na história desse país.
Em 2005, Juanes lançou "Mi Sangre" na Inglaterra, Ásia e Austrália, começando com uma intensa tour de promoção e, em seguida, uma turnê de concertos, para aquelas regiões.
No filme Bordertown o cantor aparece tocando este tema.

## Vídeo musical
O videoclipe da canção foi lançada em 2005. No vídeo, Juanes vem à cidade, acompanhado por duas mulheres e um homem mais velho. O homem e a mulher saem do carro, e o homem começa a tocar guitarra enquanto elas dançam sozinhas a seu lado. Uma onda sai da guitarra e, exceto Juanes, todos aqueles por quem a onda passa são congelados no tempo, realizando um mesmo movimento de dança várias vezes. Durante o último refrão, a onda muda de direção, e as pessoas da cidade desaparecem à sua passagem. No final, ficam apenas os quatro, que retomam o carro em que chegaram e partem.

## Desempenho nas paradas musicais
Após o seu lançamento, "La Camisa Negra" estreou em número 97 pela tabela musical estadunidense Billboard Hot 100, na semana de 9 de abril de 2005. Mais tarde, a canção atingiu pico de número 89 na semana correspondente a 28 de maio de 2005. "La Camisa Negra" obteve um desempenho ainda melhor nas tabelas de música latina, posicionando-se no topo da Billboard Hot Latin Songs por oito semanas não-consecutivas, além de liderar a Billboard Latin Pop Airplay por dez semanas e se estabelecer em número dois na semana de 23 de abril de 2005, pela Billboard Tropical Songs. Posteriormente, a canção classificou-se em número dois na tabela anual da Billboard Hot Latin Songs do ano de 2005, estando atrás apenas de "La Tortura", da cantora colombiana Shakira.
"La Camisa Negra" conquistou êxito na Europa, atingindo o topo das tabelas da Alemanha, Áustria, França, Itália e Suíça. Além disso, alcançou o top 20 na Bélgica, Finlândia, Irlanda, Países Baixos e Noruega. O single recebeu a certificação ouro na Suíça, sendo listado no top dez de singles da história do país. Até agosto de 2014, "La Camisa Negra" foi o 51º single mais vendido do século 21 na França, com 395.000 unidades vendidas.
| Parada musical (2005–2006)                   | Melhor posição |
| -------------------------------------------- | -------------- |
| Alemanha (Official German Charts)            | 1              |
| Áustria (Ö3 Austria Top 40)                  | 1              |
| Bélgica (Ultratop 50 de Flandres)            | 3              |
| Bélgica (Ultratop 40 de Valônia)             | 1              |
| Estados Unidos (Billboard Hot 100)           | 89             |
| Estados Unidos (Billboard Hot Latin Songs)   | 1              |
| Estados Unidos (Billboard Latin Pop Airplay) | 1              |
| Finlândia (Suomen virallinen lista)          | 7              |
| França (SNEP)                                | 1              |
| Hungria (Dance Top 40)                       | 1              |
| Hungria (Rádiós Top 40)                      | 1              |
| Itália (FIMI)                                | 1              |
| Países Baixos (Dutch Top 40)                 | 2              |
| Países Baixos (Single Top 100)               | 3              |
| Reino Unido (OCC UK Singles Chart)           | 32             |
| Suíça (Schweizer Hitparade)                  | 1              |
| União Europeia (Eurochart Hot 100)           | 4              |

| Parada musical (2005)                      | Melhor posição |
| ------------------------------------------ | -------------- |
| Alemanha (Official German Charts)          | 6              |
| Áustria (Ö3 Austria Top 40)                | 10             |
| Estados Unidos (Billboard Hot Latin Songs) | 2              |
| Hungria (Rádiós Top 40)                    | 96             |
| Suíça (Schweizer Hitparade)                | 7              |
| União Europeia (Eurochart Hot 100)         | 25             |

| Região                                                                                             | Certificação | Vendas   |
| -------------------------------------------------------------------------------------------------- | ------------ | -------- |
| Alemanha (BVMI)                                                                                    | Ouro         | 150 000* |
| Bélgica (BEA)                                                                                      | Ouro         | 25 000*  |
| Dinamarca (IFPI Dinamarca)                                                                         | Platina      | 8 000*   |
| Estados Unidos (RIAA)                                                                              | Ouro         | 500 000* |
| Itália                                                                                             | —            | 14 000*  |
| Suécia (GLF)                                                                                       | Ouro         | 10 000*  |
| Suíça (IFPI Suíça)                                                                                 | Ouro         | 20 000*  |
| *números de vendas baseados somente na certificação ^distribuições baseadas apenas na certificação |              |          |